# Юре Пеліван
Юре Пеліван (нар. Лівно, Королівство сербів, хорватів і словенців — пом. 18 липня 2014, Спліт, Хорватія) — югославський боснійсько-хорватський державний діяч, голова Виконавчої ради, прем'єр-міністр Боснії і Герцеговини (1990—1992).

## Життєпис
Довгий час займав різні пости у виконавчій владі Соціалістичної Республіки Боснії і Герцеговини, протягом десяти років очолював філію Національного банку в Лівно. Потім — директора департаменту, заступник голови і голова Національного банку Соціалістичної Республіки Боснії і Герцеговини.
У 1990 р вступив в Хорватську демократичну співдружність Боснії і Герцеговини і після перемоги на виборах у тому ж році коаліції національних партій був призначений головою Виконавчої ради Соціалістичної Республіки Боснії і Герцеговини. На цій посаді, пізніше перейменованої в прем'єр-міністра, знаходився до листопада 1992
У цей період розпочався процес розпаду Югославії, що супроводжувався військовими зіткненнями. Фактична втрата влади кабінетом Пелівана була пов'язана з втратою адміністративного контролю над районами, переважно населеними сербами і хорватами. Водночас Алія Ізетбегович де-факто створив паралельний уряд на чолі з Еюпом Ганич. Одночасно загострилися його стосунки з військовими на чолі з Сефером Халиловичем.
У 1996 р він був призначений членом Ради директорів Центрального банку Боснії і Герцеговини. брав участь в переході країни на євро. У 2005 р став членом Комітету з аудиту Центрального банку.
У жовтні 2007 р пішов у відставку і переїхав на місця проживання в хорватський Спліт.